# Beyoğlu
Beyoğlu es un distrito de Estambul, Turquía, situado en la parte europea de la ciudad y separado del casco antiguo (península histórica de Constantinopla) por el Cuerno de Oro. En la Edad Media, se conocía como Pera (en griego, "el otro lado"), nombre que se utilizó hasta principios del siglo XX, con la fundación de la República. Tiene una población de 245.064 habitantes (2008).
El distrito incluye otros barrios situados al norte del Cuerno de Oro, incluido Gálata (ciudadela genovesa medieval a partir de la cual se desarrolló Beyoğlu), Karaköy, Cihangir, Şişhane, Tepebaşı, Tarlabaşı, Dolapdere y Kasımpaşa. Se comunica con el casco antiguo mediante los puentes de Gálata y de Unkapanı. Beyoğlu es el centro artístico, de ocio y de vida nocturna más activo de Estambul.

## Historia

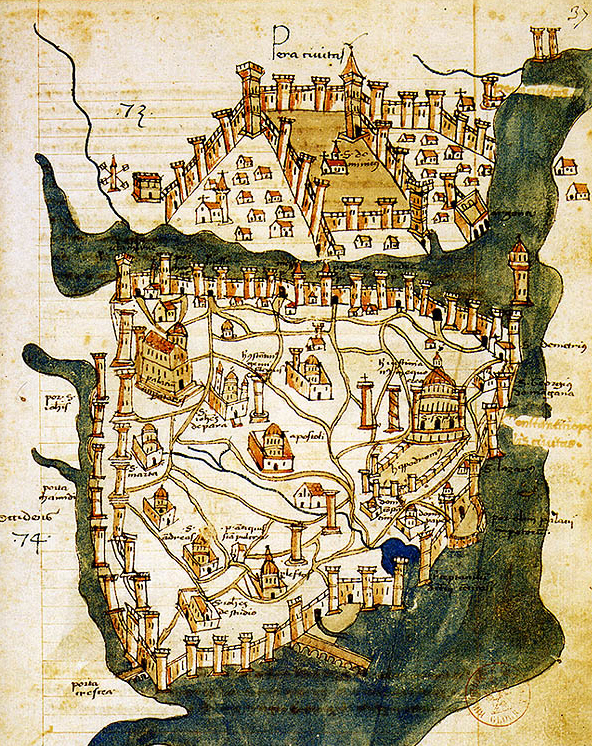
Mapa de Constantinopla (1422) del cartógrafo florentino Cristoforo Buondelmonti, donde aparece Pera (Beyoğlu) al norte del Cuerno de Oro y la península de Constantinopla al sur.

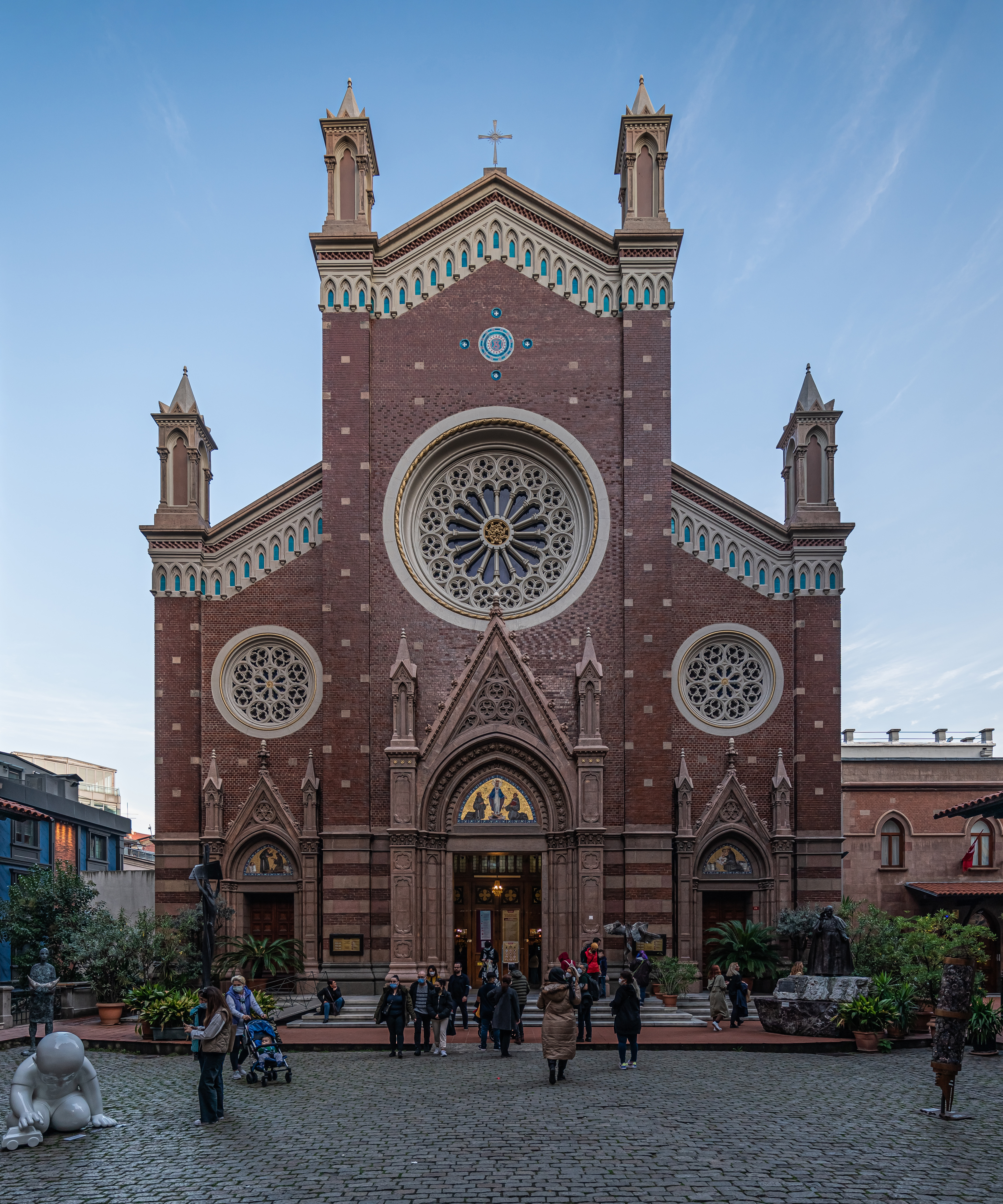
Iglesia y basílica menor de San Antonio de Padua, en la avenida de İstiklal.

La zona que ahora se conoce como Beyoğlu ha estado habitada durante miles de años. Existen pruebas de que, en los primeros años de nuestra era, ya existía un asentamiento en la costa norte del Cuerno de Oro. Durante el periodo griego, la colina estaba ocupada por árboles frutales y se conocía con el nombre de Sykai (campo de higueras) o Peran en Sykais (campo de higueras al otro lado), refiriéndose al otro lado del Cuerno de Oro. Conforme creció el Imperio bizantino, Constantinopla fue aumentando su tamaño. Esta zona comenzó a edificarse como barrio de Bizancio durante el siglo V. Fue en este periodo cuando se empezó a conocer con el nombre de Gálata y cuando el emperador Teodosio II construyó la fortaleza. Se cree que el nombre Gálata (procedente posiblemente del griego Galaktos, que significa "leche") proviene de cuando la zona constituía una importante tierra de cultivo para la ciudad. Otra teoría sugiere que procede de la palabra italiana Calata, que significa "ladera abajo", ya que Gálata, que perteneció a una colonia genovesa, se encontraba en una colina. También se piensa que puede proceder del gálata, ya que en la mitología clásica, Gálata era una antepasada del pueblo galo. La parte de Gálata en Estambul mantiene restos de los celtas, al igual que la ciudad de Galaţi, en Rumania.
La zona se convirtió en la base de los mercaderes europeos, especialmente de los genoveses y venecianos. Tras la Cuarta Cruzada de 1204, y durante el Imperio latino de Constantinopla (1204-1261), los venecianos ganaron importancia en Pera. La iglesia de San Pablo (1233), hoy conocida como Arap Camii, tiene su origen en este periodo. En 1273, el emperador bizantino Miguel VIII Paleólogo cedió Pera a la República de Génova a cambio del apoyo genovés tras la Cuarta Cruzada y el saqueo de Constantinopla de 1204. Pera se convirtió en una próspera colonia comercial gobernada por un podestà. El Palacio Genovés (Palazzo del Comune) fue construido en 1316 por Montano de Marinis, el podestà de Pera. Actualmente quedan ruinas del palacio en Bankalar Caddesi, en Karaköy. Otros edificios y casas genovesas adyacentes también datan de principios del siglo XIV. En 1348, los genoveses construyeron la famosa Torre de Gálata, uno de los edificios más importantes de Estambul. Pera permaneció bajo dominio genovés hasta el 20 de mayo de 1453, cuando fue conquistada por los otomanos junto con el resto de la ciudad, tras el asedio de Constantinopla.
Durante el periodo bizantino, el podestà genovés gobernó la comunidad italiana de Pera, que estaba compuesta principalmente de genoveses, venecianos, toscanos y ragusanos. Tras el asedio turco de Constantinopla de 1453, durante el cual los genoveses apoyaron a los bizantinos y defendieron la ciudad junto a ellos, el sultán otomano Mehmed II permitió que los genoveses (que habían huido a las colonias del mar Egeo como Lesbos y Quíos) que regresasen a la ciudad, aunque Gálata ya no estaba bajo dominio del podestà genovés. La República de Venecia, rival de Génova, no dejó escapar la oportunidad y retomó el control de la estratégica ciudadela de Pera, que habían abandonado en 1261 cuando los bizantinos reconquistaron Constantinopla y acabaron con el Imperio Latino (1204-1261) que estableció Enrico Dandolo, Dogo de Venecia. La República de Venecia estableció rápidamente lazos políticos y comerciales con el Imperio otomano; se envió a un baylo veneciano a Pera como embajador político y comercial, similar al papel del podestà genovés durante el periodo bizantino. Los venecianos enviaron a Gentile Bellini a Constantinopla, quien pintó el conocido retrato del sultán Mehmed II (perteneciente a la colección de la National Portrait Gallery de Londres). Los venecianos recomendaron a Leonardo da Vinci al sultán Bayezid II cuando este comentó su intención de construir un puente sobre el Cuerno de Oro, y Leonardo diseñó su Puente Gálata en 1502; los bocetos y dibujos de dicho puente se encuentran actualmente en el Museo Nazionale della Scienza e della Tecnologia de Milán. La sede del Baylo se encontraba en el Palacio Veneciano, que hoy en día alberga el Consulado de Italia (y, hasta 1923, la Embajada de Italia, cuando Ankara pasó a ser la nueva capital de Turquía). El nombre turco de Pera, Beyoğlu, procede de la forma turquizada de Baylo, cuyo palacio era el edificio más grandioso del distrito. El nombre proviene de Bey Oğlu (en turco, "hijo del gobernador"), que se utilizaba para aludir a Luigi Giritti, hijo de Andrea Giritti, baylo veneciano durante el sultanato de Solimán el Magnífico. La mansión de Luigi Giritti se encontraba cerca de la actual plaza Taksim. El Imperio otomano tenía una interesante relación con la República de Venecia. Aunque las dos potencias se enfrentaron por el control de los territorios del este del Mediterráneo, solían restablecer sus pactos comerciales una vez acabadas las guerras, como por ejemplo los renovados pactos de 1479, 1503, 1522, 1540 y 1575. Los venecianos fueron los primeros europeos en probar las especialidades culinarias otomanas, como el café, siglos antes de que otros europeos pudieran ver semillas de café por primera vez durante la batalla de Viena de 1683. De aquí la actual cultura cafetera de Venecia (y el resto de Italia) y Viena. 
Tras la conquista de Constantinopla en 1453, la población turca se asentó en la costa y en las zonas bajas, aunque con ello no finalizó la presencia europea. Durante el siglo XIX, numerosos comerciantes europeos se instalaron aquí; además, albergó muchas embajadas, especialmente la Grande Rue de Péra (actualmente, la avenida de İstiklal). Dicha población europea convirtió la zona en la más occidentalizada de Estambul, sobre todo si se compara con el casco antiguo, y permitió la llegada de la tecnología moderna, la moda y el arte. De esta forma, Beyoğlu fue una de las primeras áreas de la ciudad en contar con líneas telefónicas, electricidad, tranvía, gobierno municipal y metro, conocido como Tünel, inaugurado en 1875 como la segunda línea ferroviaria subterránea del mundo (después del Metro de Londres) para llevar a la gente de Pera desde el puerto de Gálata y el cercano distrito comercial de Karaköy, donde se encontraba el centro financiero del Imperio otomano, Bankalar Caddesi. La cultura del teatro, del cine, de pastelerías y de cafeterías que aún hoy existe en Beyoğlu se remonta a los últimos años del periodo otomano.
Las comunidades extranjeras construyeron sus propios colegios, en muchos se los cuales se educó la élite de las futuras generaciones de turcos, y sobreviven en la actualidad como algunos de los mejores colegios de Estambul.
La rápida modernización que tuvo lugar en Europa y que dejó atrás a la Turquía otomana quedó simbolizada en las diferencias entre Beyoğlu y los barrios históricos turcos, como Eminönü y Fatih. Cuando los sultanes decidieron iniciar un programa de modernización con la Tanzimat de 1839, se empezaron a construir numerosos edificios en Beyoğlu que mezclaban los estilos tradicionales otomanos y los europeos. Además, el sultán Abdülmecit I cambió su residencia en el Palacio de Topkapı y construyó un nuevo palacio cerca de Beyoğlu llamado Palacio de Dolmabahçe, que mezclaba los estilos neoclásico, barroco y rococó.

## Beyoğlu en la actualidad

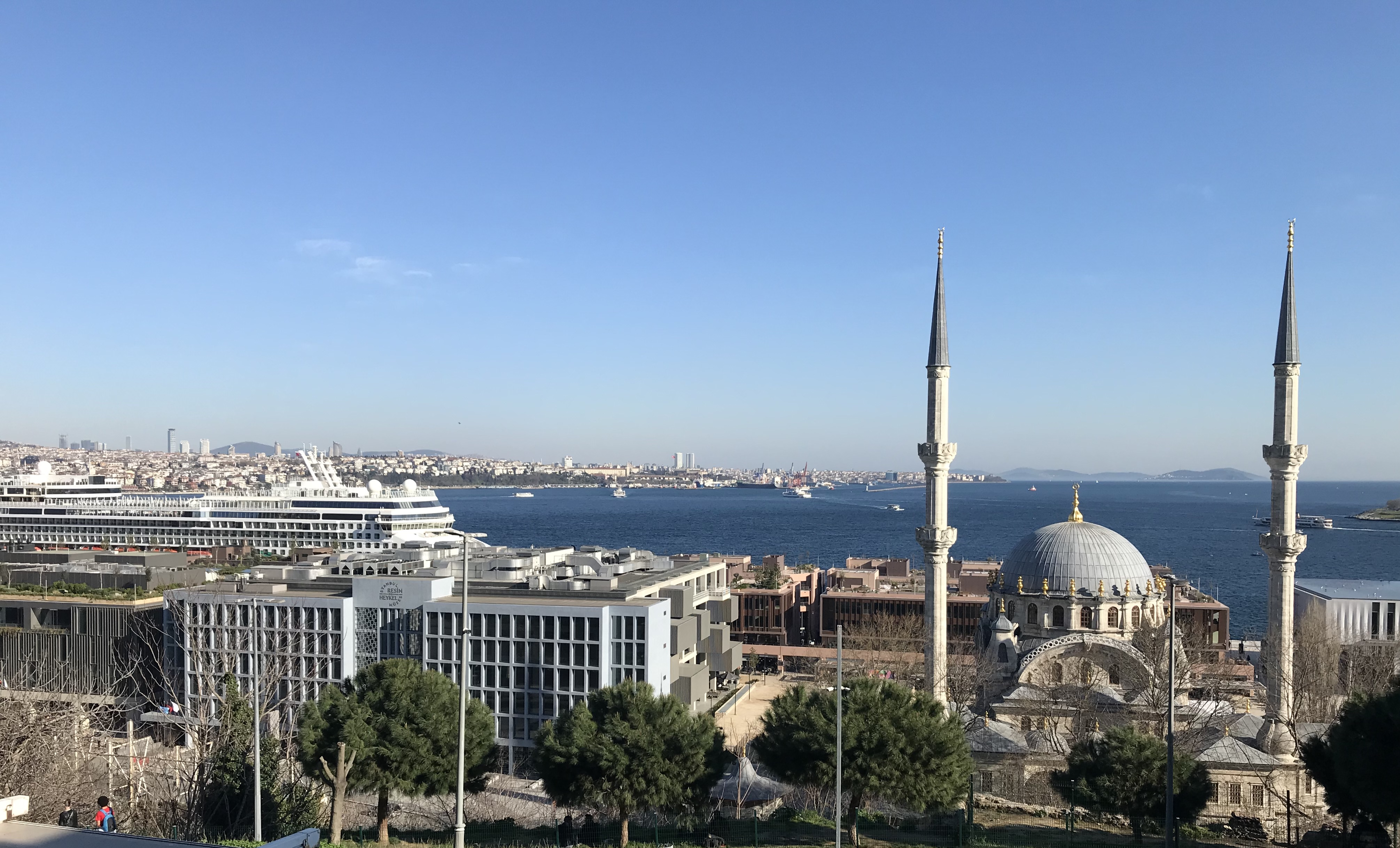
Vista general de Galataport en Beyoğlu.

Cuando cayó el Imperio otomano y se fundó la República Turca (durante y después de la Primera Guerra Mundial), comenzó el declive de Beyoğlu. Gran parte de las comunidades extranjeras abandonaron la ciudad, y las minorías étnicas, como los griegos, judíos, levantinos y armenios, que conformaban la mayoría de los residentes de Beyoğlu, aprovecharon la situación y decidieron trasladarse a otra parte de la ciudad o del mundo. Este proceso se aceleró con el Varlık Vergisi (impuesto de los ricos) de la Segunda Guerra Mundial, el Pogromo de Estambul de 1955 y el conflicto de Chipre de 1974. La violencia política entre grupos de derecha y de izquierda que se produjeron en todo el país a finales de los años 1970 afectaron al estilo de vida del distrito y aceleraron su declive, debido a que la clase media se trasladó a nuevas zonas urbanas como Levent y Yeşilköy. A finales de los años 1980, muchos de los grandiosos edificios neoclásicos y Art Nouveau que habitaba la élite otomana fueron ocupados por inmigrantes sin recursos llegados desde la Anatolia rural. Aunque Beyoğlu conservó una reputación de ambiente cosmopolita y sofisticado hasta los años 1940 y 1950, en los años 1980 había decaído tanto económica como socialmente.
Las zonas de Tophane, Kasımpaşa y Karaköy, así como las calles secundarias, cuentan con edificios más antiguos, cuyos residentes son personas de bajos recursos y de mentalidad conservadora. A pesar del estilo de vida europeo de la avenida de İstiklal, la mayoría electoral del distrito es del Partido de la Justicia y el Desarrollo. Esto se debe al apoyo de barrios conservadores como Kasımpaşa y Dolapdere. 

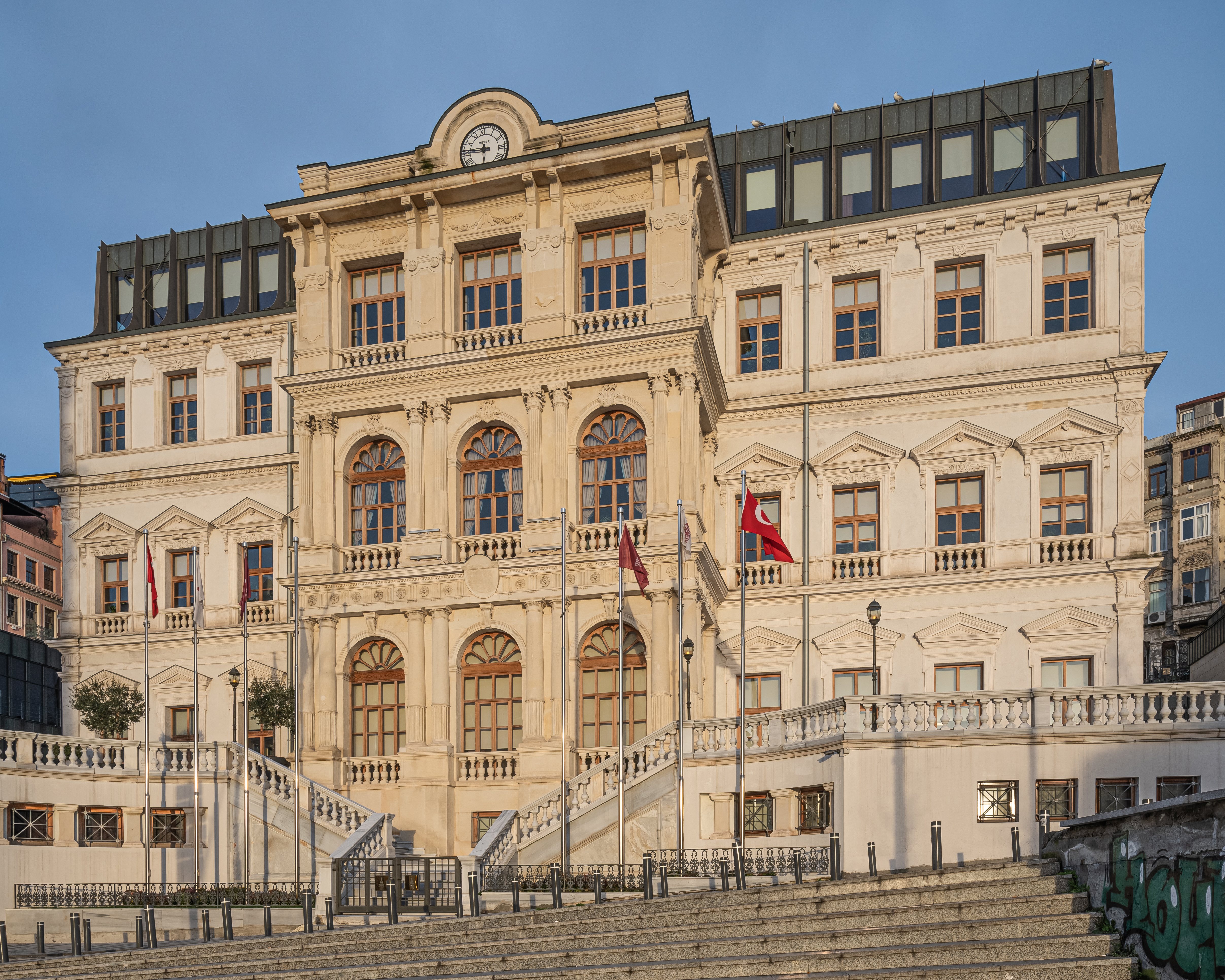
Antiguo ayuntamiento de Beyoğlu.

Aún existen importantes comunidades extranjeras. Existe un ambiente cosmopolita en el centro de Beyoğlu, donde gente de diferentes culturas viven en Cihangir y en Gümüşsuyu. La mayoría de los consulados (antiguas embajadas hasta 1923, cuando Ankara se convirtió en la nueva capital turca) se encuentran en la zona, entre ellos los de Reino Unido, Alemania, Rusia, Países Bajos y Suecia.
El museo de la Inocencia es un museo en el barrio de Çukurcuma del distrito de Beyoğlu. Orhan Pamuk, el Premio Nobel de Literatura turco, creó el museo conjuntamente con su novela epónima. El museo y la novela fueron creados en tandem, centrados en la historia de dos familias de Estambul. En el 2014 el museo fue galardonado como ganador del Premio al Mejor Museo Europeo del 2014.